# Гонорівський палац
Палац пана Кошарського — палац у селі Гонорівка Піщанського району Вінницької області. Садиба - палац і парк - була закладена у другій половині XIX століття власником маєтку Г. Кошарським.
Наприкінці ХІХ століття власниками маєтку стають Ліпковські, коли Станіслава Кошарська у 1863 р. виходить заміж за Петра Ліпковського (1824 - 1905) і принесла село у посаг. Після смерті Петра маєтком володів його син Генрик (народився у 1866 р.). Садиба залишається у власності останнього до 1917 року.
З писемних джерел (зокрема, з опису Гонорівської садиби, який залишив А. Урбанський) відомо, що в палаці знаходилась колекція творів мистецтва, зокрема картини пензля Я. Матейки, Ю. Коссака, В. Чахурського, Ю. Брандта, Е. Доманівського. З інших предметів мистецтва на увагу заслуговувала позолочена статуетка коня часів Людовіка XIV. Серед бібліотечних зібрань палацу знаходилось Радзівілівське Євангеліє, а також рукописи польських авторів, в т. ч. часів повстань. У 1916 р. садибу відвідав Я. Івашкевич.
У 1918 році палац пошкоджено. 
Після ремонту у 1934 році в палаці розташувалась школа. Під час румунської окупації в 1941-1943 роках у палаці знаходився шпиталь. З 1943 і до 2008 року в палаці знову розміщувалася школа. 
На сьогодні зберігся лише палац і парк, інші споруди садиби втрачені. Частково територія садиби віддана під приватну забудову, а у 1980-х роках тут було збудовано дитячий садок, куди останнім часом була перенесена і школа з міркувань економії.
Палац розташований у центральній частині села, в оточенні пейзажного парку, де проростають унікальні дерева. Побудований у стилі необароко. Будинок мурований, потинькований, прямокутний у плані, з трьома ризалітами, одноповерховий, покритий чотирисхилим дахом, покритий шифером. Фасади розчленовані пілястрами, вінчає стіни профільований карниз.

## Галерея

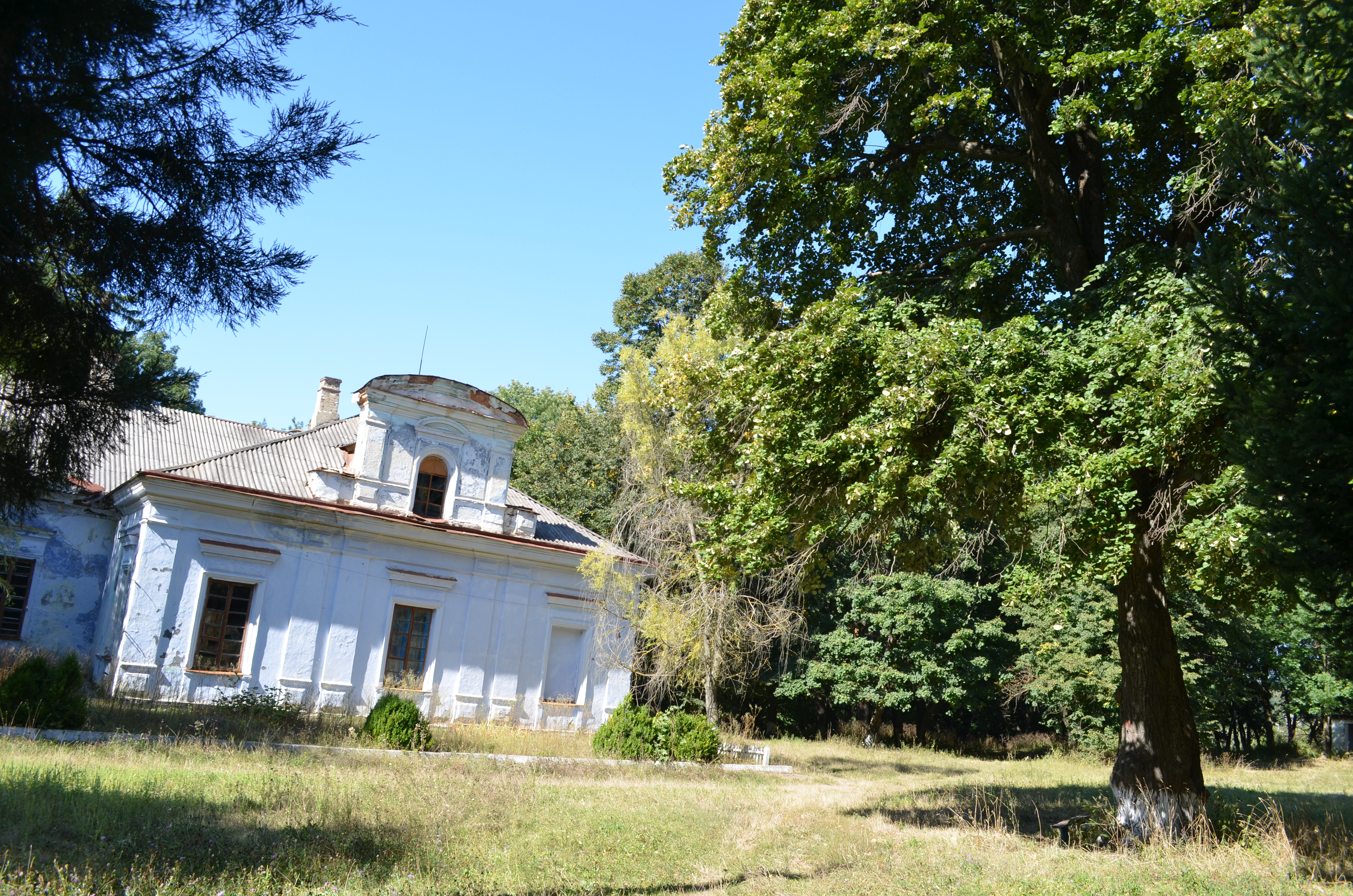
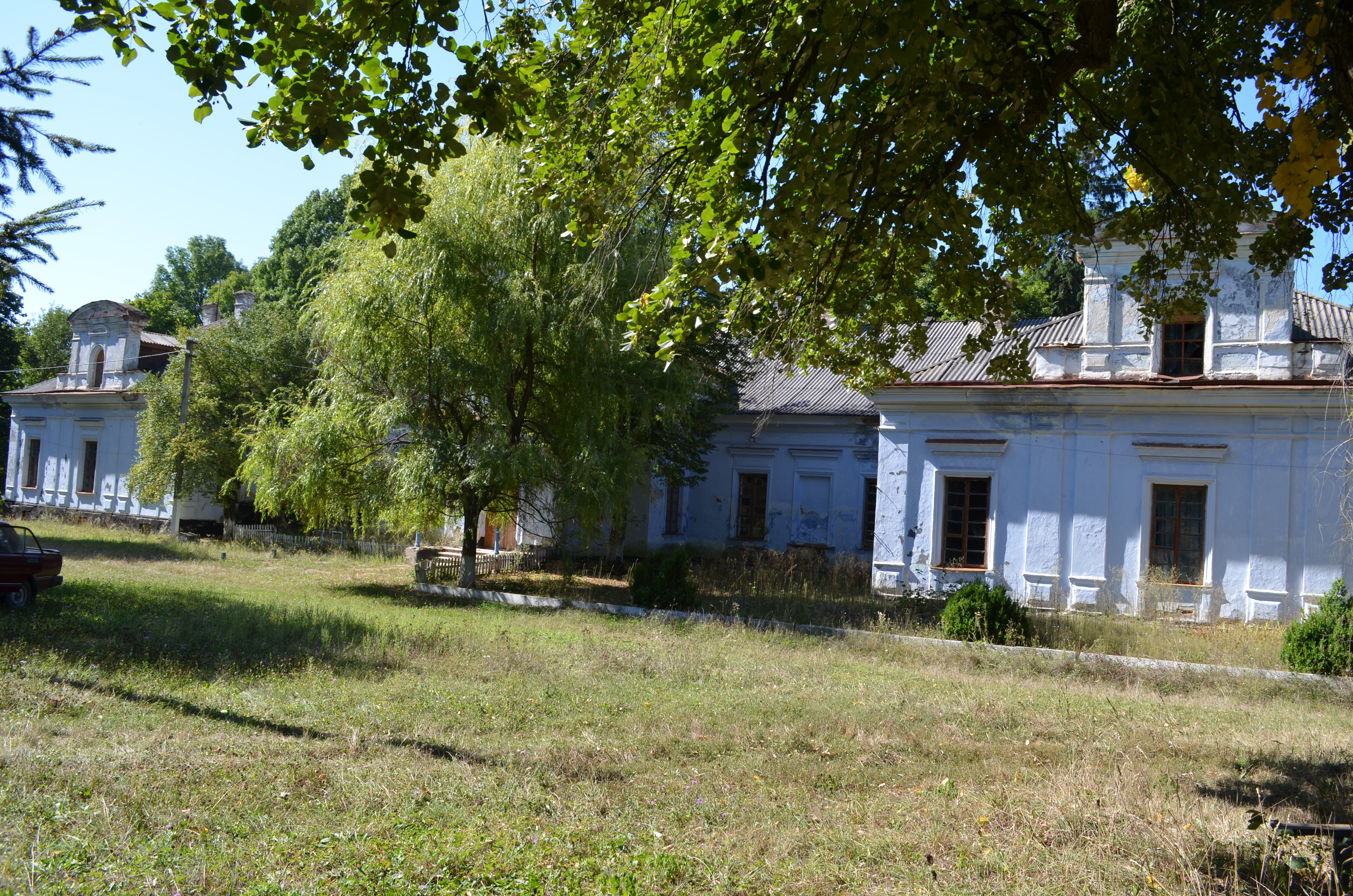
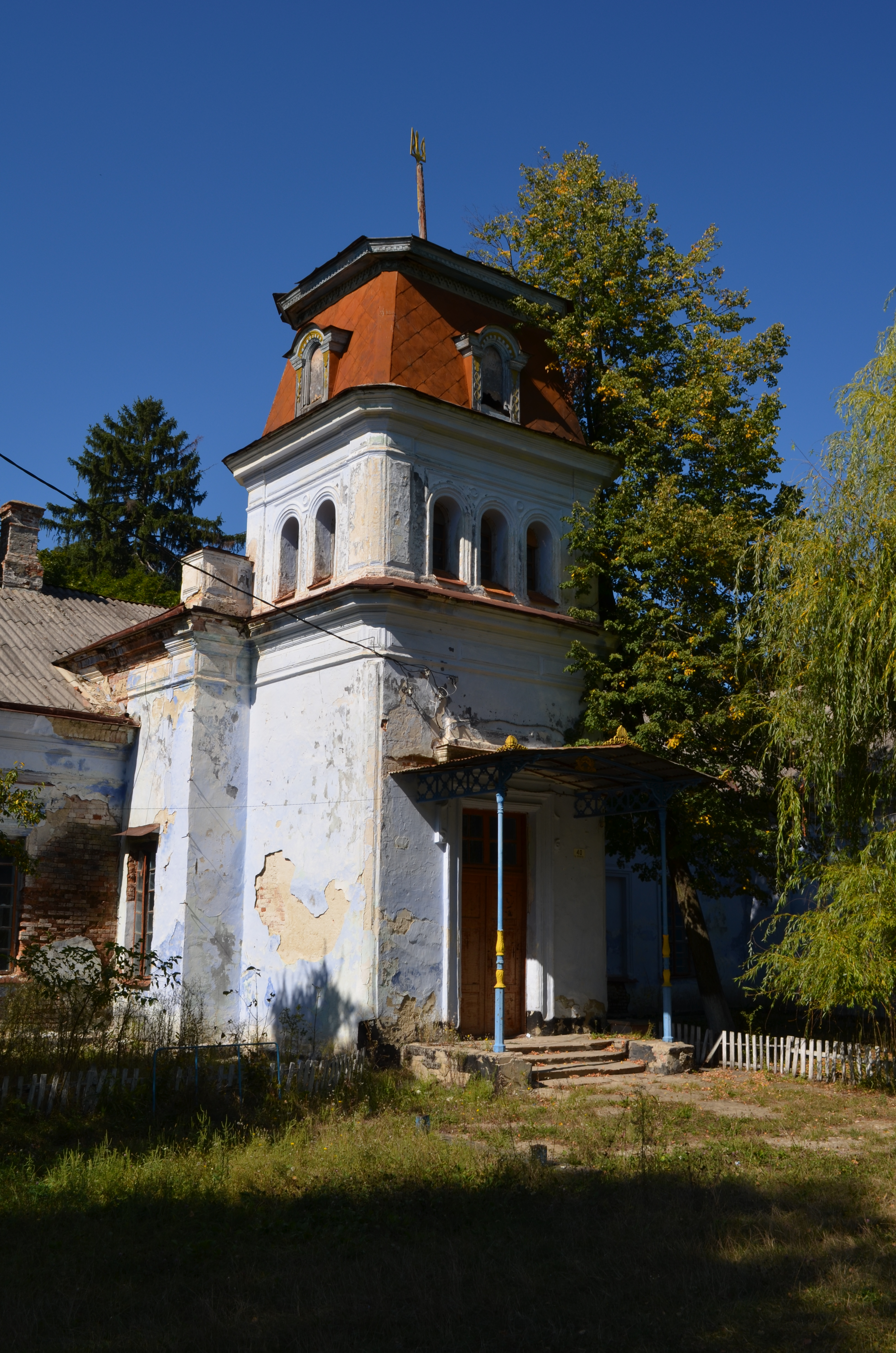
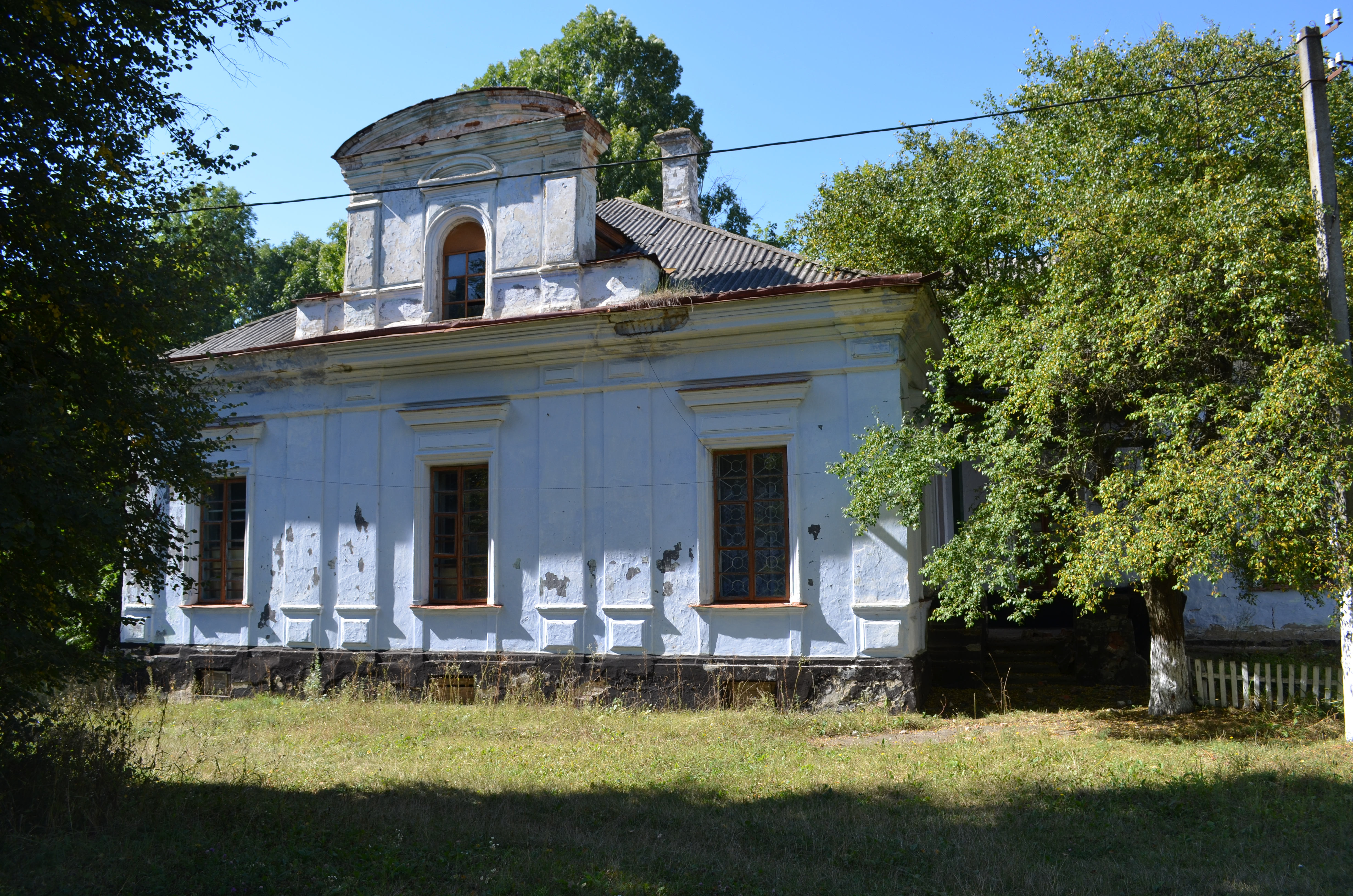